# 香蕉炎
《香蕉炎》（日语：／ banana faia */?），是2009年4月7日到2013年3月26日在東京都會電視台所播出的綜藝節目，香蕉人所冠名的節目。索尼音樂於2009年4月在東京都會電視台及神奈川電視台進行了一個節目企劃，「E!TV」就是其一個。
2012年6月5日，節目組翻新另訂標題為《香蕉炎炎》（日语：／ banana faia faia */?）>在2013年3月26日，結束播出4年的節目。